# Melipotis goniosema
Melipotis goniosema là một loài bướm đêm trong họ Erebidae.